# Jiang Lan
Jiang Lan (chiń. 蒋兰; ur. 27 czerwca 1989 w Nanchang) – chińska lekkoatletka, sprinterka.

## Osiągnięcia
- brązowy medal mistrzostw Azji (bieg na 200 m, Guangdong 2009)
- złoto halowych mistrzostw Azji (bieg na 60 m, Teheran 2010)
- srebrny medal igrzysk azjatyckich (sztafeta 4 x 100 m, Kanton 2010)
- srebrny medal mistrzostw Azji (sztafeta 4 x 100 m, Kobe 2011)
- złota medalistka mistrzostw kraju oraz Chińskiej Olimpiady Narodowej

W 2008 reprezentowała Chiny podczas igrzysk olimpijskich w Pekinie. Jiang Lan biegła na trzeciej zmianie sztafety 4 x 100 metrów, która odpadła w eliminacjach i została sklasyfikowana na 10. miejscu.

## Rekordy życiowe
- bieg na 100 metrów – 11,49 (2007)
- bieg na 200 metrów – 23,31 (2013)
- bieg na 200 metrów (hala) – 23,52 (2013) rekord Chin